# ماریانا دوک
 ماریانا دوک (انگلیسی: Mariana Duque؛ زاده ۱۲ اوت ۱۹۸۹) یک تنیس‌باز اهل کلمبیا است.